# Stenhomalus horarius
Stenhomalus horarius är en skalbaggsart som beskrevs av J. Linsley Gressitt 1940. Stenhomalus horarius ingår i släktet Stenhomalus och familjen långhorningar. Inga underarter finns listade i Catalogue of Life.